# Langue française (revue)
Pour les articles homonymes, voir Langue française.
Langue française est une revue de linguistique française, fondée en 1969. Elle est éditée par Armand Colin depuis 2007. Elle est classée « INT 1 in Linguistics » de l'ERIH PLUS    (ERIH) (2011) de l'European Science Foundation (ESF).  

## Historique
Fondée en 1969 chez Larousse par Michel Arrivé, Jean-Claude Chevalier, Jean Dubois, Henri Meschonnic, Henri Mitterand, Alain Rey et Nicolas Ruwet, elle était dirigée par René Lagane et Jacqueline Pinchon.
Elle entend dès ses origines promouvoir les recherches en linguistique française, entendue comme la linguistique qui s’occupe de la langue française dans sa diversité culturelle, sociale et géographique, et qui traite également les questions de son acquisition, de son apprentissage et de son enseignement en tant que langue maternelle comme en tant que langue étrangère.
Langue française est une revue semestrielle thématique : dans les cadres des recherches théoriques et descriptives contemporaines, y sont étudiés des faits de langue et de discours relevant des différents niveaux d’analyse : phonétique, phonologique, lexical et sémantique, syntaxique et morphologique, grammatical et didactique… lesquels sont envisageables en comparaison avec d’autres langues.

## Caractéristiques
- Revue trimestrielle - Format : 15 × 23 - 128 pages par numéro.
- Abonnement annuel
- Les anciens numéros sont disponibles sur Persée